# Senna marilandica
Senna marilandica là một loài thực vật có hoa trong họ Đậu. Loài này được (L.) Link miêu tả khoa học đầu tiên.